# Ficha de casino
Las fichas de casinos son discos pequeños utilizados en vez de dinero en los casinos. Son de metales de color o piezas de arcilla moldeadas por compresión de varias denominaciones y se emplean primariamente en los juegos de mesa, en vez de monetiformes, que son usados principalmente en máquinas tragaperras.
Ciertos casinos también usan placas para juegos de mesa de apuestas altas ($25.000 y más). Las placas difieren de las fichas en que son más grandes, usualmente de forma rectangular y tienen números de serie.

## Uso
El dinero se intercambia por fichas en un casino, en el recinto del mismo, en las mesas de juego o en una estación de cajero. Las fichas son intercambiables por dinero en el mismo casino. Generalmente no tienen valor fuera del casino, aunque en Las Vegas a veces algunos casinos aceptarán las fichas de otros.
Se emplean las fichas por varias razones: son más convenientes de usar que el dinero, y hacen el robo y la falsificación más difíciles. A causa del tamaño uniforme y la regularidad de las pilas de fichas, son más fáciles de contar en montones en comparación con el papel moneda. Este atributo también permite que la seguridad del casino pueda verificar rápidamente la cantidad que está siendo pagada, reduciendo la probabilidad de que un repartidor pague incorrectamente a un cliente. El peso uniforme de las fichas oficiales del casino deja que montones o pilas grandes de fichas puedan ser pesados en vez de contados (aunque son mucho más comunes los ayudantes para contar o las bandejas de fichas). Además, se nota que los clientes juegan más libremente con dinero sustituto que con dinero real.
Finalmente, se consideran las fichas una parte integral del medio ambiente del casino, y sustituirlas con una moneda alternativa probablemente sería impopular.
Muchos casinos han eliminado el uso de fichas metales (y monedas) a favor de recibos de papel y/o cartas de pre-pago que, aunque requieren grandes costes de infraestructura para instalarlos, eliminan los gastos para manejar las monedas y los problemas de atasco de máquinas que aceptan monedas o fichas. Mientras algunos casinos (como el Hard Rock Hotel en Las Vegas), que tienen instalados sistemas de recibos mantienen las fichas de $1, la mayoría de los otros casinos que usan los recibos han abandonado las fichas por completo. La mayoría de casinos que usan los recibos tienen máquinas automatizadas. En ellas los clientes pueden canjear los recibos; eliminando la necesidad de ventanas que cuentan el dinero y disminuyendo los costes de personal.
Coleccionar las fichas de casinos es una parte de la numismática, más específicamente la colección exonumia especializada. Este hobby se ha hecho cada vez más popular con el Club de Colectores de Fichas, formado en 1988. Algunas fichas tienen un valor de hasta $50.000 y la manera más popular de coleccionarlas y comerciar con ellas es por eBay. Ciertos casinos venden colecciones de fichas hechas por encargo y una o dos barajas de cartas selladas con el nombre del casino. Cada colección está en un maletín o caja pequeños.

## Historia

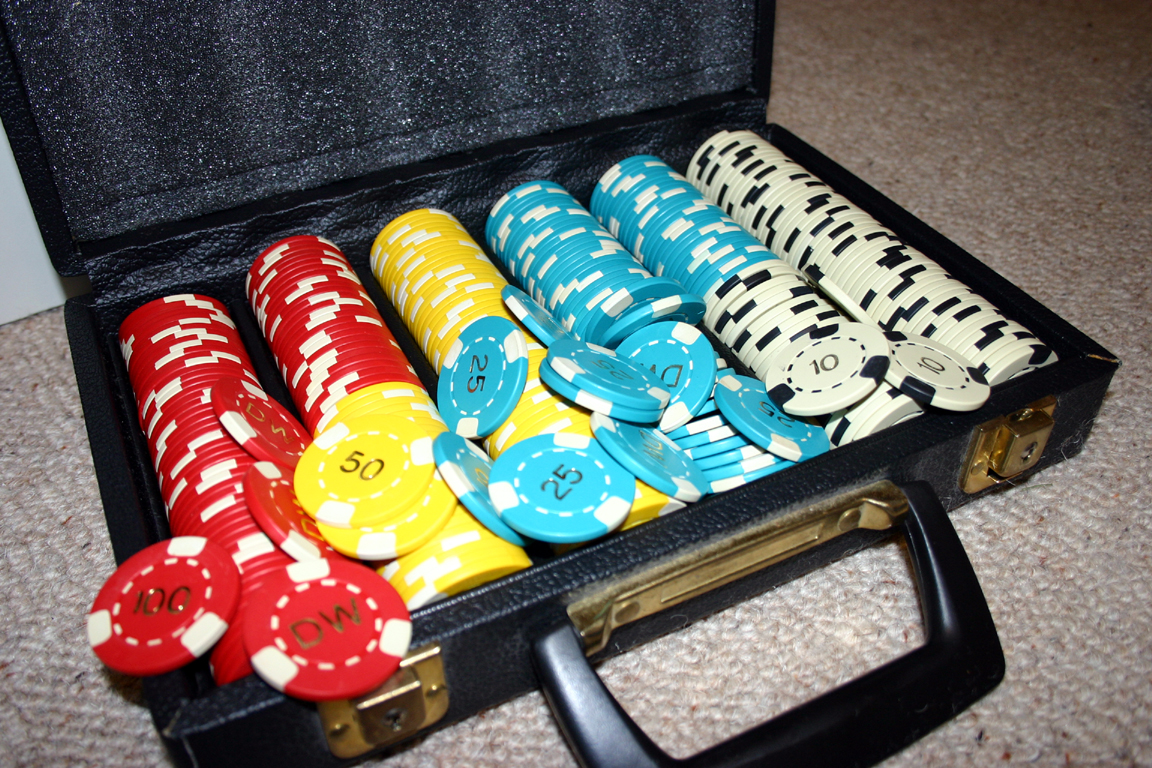
Una colección de fichas de póquer moldeadas por inyección.

Aunque la primera casa de juego se legalizó en Venecia en 1626, las fichas de póquer como ahora las conocemos no fueron usadas hasta finales del siglo XIX. Durante el siglo XIX y antes, los jugadores de póquer parecían usar cualquier objeto pequeño de valor que se pueda imaginar. Los primeros jugadores a veces usaban trozos de oro irregulares y polvo de oro además de "fichas" hechas primariamente de marfil, hueso, madera, papel y una composición hecha de arcilla y goma laca.
Varias compañías entre los años 1880 y finales de los años 1930 hicieron fichas de póquer con una composición de arcilla. Se podía elegir de entre más de 1.000 diseños. La mayoría de las fichas estuvo disponible en blanco, rojo, azul y amarillo, pero podían ser hechas de casi cualquier color.

## Construcción
La mayoría de fichas auténticas de casinos son fichas de arcilla pero se pueden describir mejor como fichas moldeadas por compresión. A diferencia de la creencia popular, ninguna ficha de juego desde los años 1950 ha sido de un 100% de arcilla. Las fichas modernas de arcilla son una composición de materiales más duraderos que la arcilla por sí misma. Al menos un porcentaje de las fichas es de un material de barro como arena, carbonato de calcio, tiza y/o arcilla semejante a la encontrada en la arena higiénica para gatos. El procedimiento usado para crear estas fichas es un secreto comercial, y varia un poco dependiendo del fabricante, la mayoría siendo relativamente cara y utilizando mucho tiempo por ficha. Los encartes no se pintan; para conseguir este efecto, esta área de la arcilla es removida y después sustituida por arcilla de otro color; se puede hacer esto a cada ficha individualmente o una tira puede ser cortada de un bloque de material de forma cilíndrica y sustituida con el color alterno antes de que se corte el bloque en fichas. Después, cada ficha recibe una incrustación central si se desea, y son puestas en un molde especial que calienta y comprime cada ficha a aproximadamente 10.000psi (70MPa) a 150 °C (300 °F), de ahí el término fichas moldeadas por compresión..
La gráficas impresas en la fichas de arcilla son incrustaciones. Las incrustaciones típicamente se hacen de papel y después se cubren con una superficie fina de plástico que se aplica a la ficha antes del procedimiento de moldeo por compresión. Durante el procedimiento de moldeo la incrustación se fija permanentemente a la ficha y no puede ser removida de la ficha sin destruirla.
Las fichas de cerámica como las hechas por ChipCo International y Nevada Jacks fueran introducidas a mediados de los años 1980 como una alternativa a las fichas de arcilla y todavía son muy comunes en los casinos además de estar disponibles de buena gana al mercado hogareño. Las fichas de cerámica se refieren a menudo como de arcilla o compuestas de arcilla, pero de hecho son una ficha moldeada por inyección hecha con una fórmula especial de plástico o resina que aproxima el sentido y sonido de arcilla. Estas fichas son, por supuesto, mucho más baratas, y son comunes en las colecciones hogareñas.
La marca Bud Jones es una de las pocas fichas moldeadas por inyección usadas en los casinos. Son producidas por Gaming Partners International y no son producidas para el mercado hogareño.
Las fichas usadas en los casinos de los Estados Unidos raramente pesan más de 10 gramos, y usualmente pesan entre 8,5 y 11,5 g. Sin embargo, no hay un peso oficial, y algunos, en particular las fichas incrustadas con moneda, pueden pesar más. Las fichas vendidas para uso hogareño varían substancialmente más, a veces pesando hasta 13,5 g, dependiendo del fabricante y la construcción.
Diseños comunes para uso hogareño describen las seis caras de un dado o los símbolos de los palos en los filos de la ficha. Típicamente son fabricadas con la tecnología de moldeo por inyección usando acrilonitrilo butadieno estireno. Algunas fichas se moldean sobre un disco de metal pequeño, llamado una babosa, para aumentar el peso.
Las fichas europeas a menudo son de nácar. Las fichas de más valor a menudo tienen la forma de placas.

## Colores

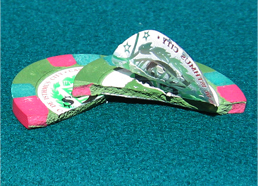
Una ficha auténtica de arcilla fabricada por Blue Chip Co para uso hogareño.

Los colores de las fichas típicamente encontradas en las colecciones hogareñas incluyen rojo, blanco, azul y a veces verde y negro; sin embargo, más recientemente una variedad amplia de colores está disponible, en particular en las fichas de acrilonitrilo butadieno estireno. Colores adicionales comunes son: rosa, morado, amarillo, naranja y gris. Los diseños más nuevos incluyen diseños tricolor donde un procedimiento de moldeo de tres pasos crea una ficha con colores de la base, secundario y detalles distintos. Dado que las colecciones de fichas son adaptadas al cliente, los valores de los colores varían mucho, con los colores menos tradicionales siendo usados para valores muy altos ($500, $1.000, $5.000, etcétera, comunes en torneos), o como valores especiales intermedios como $2 o $0,50 (comunes en juegos de límites bajos).
En los casinos, los colores uniformes de fichas a veces son especificados por el Consejo del Control de Juegos para mantener la uniformidad. Por ejemplo, las regulaciones en Nueva Jersey e Illinois especifican colores uniformes semejantes. Notablemente, Nevada no tiene ningunas regulaciones en cuanto al color, y esto es porque los casinos de Nevada pueden usar blanco, azul o gris como $1, aunque $5 y más altos son casi siempre coloreados uniformemente. Todos los estados en los Estados Unidos requieren que las fichas de casinos tengan una combinación única de lunares en los filos para identificación, el nombre y ubicación del casino y el valor de la ficha, si hay uno, impreso o moldeado en el anverso y reverso de la ficha.
En los Estados Unidos del siglo XIX, había suficiente tradición de usar fichas azules para valores más altos que las "fichas azules" en sentidos sustantivo y adjetivo que señalan fichas de alto valor y propiedades de alto valor están atestiguadas desde 1873 y 1894, respectivamente. Esta connotación establecida se amplió por primera vez al sentido de una acción de primer nivel en la década de 1920.
Las fichas de $2,50 son usadas casi exclusivamente para las mesas de blackjack, puesto que un "natural" (21 en las primeras dos cartas repartidas a un jugador) típicamente paga 3:2 y la mayoría de apuestas van en incrementos de $5. No obstante, el Tropicana Casino en Atlantic City, Nueva Jersey, ha usado fichas rosas en los juegos de póquer de $7,50-$15 y $10-$20.
Las fichas de $20 se emplean más en Baccarat, Pai Gow tiles y Pai gow poker porque una comisión de 5% cobrada por cada apuesta ganador del banquero en Baccarat y ganando apuestas de Pai Gow convierte regularmente (una apuesta de $20 tiene una comisión de $1). Las apuestas de $20 son comunes en los juegos de mesas tradicionales, como Craps y Ruleta; una ficha de $20, por ejemplo, pone una apuesta de $5 en cada de los "maneras difíciles" en Craps y es preferible a pasar un montón de fichas o hacer moneda.
Las fichas amarillas de una denominación baja pueden variar en valor, $20 en Atlantic City y Illinois (que también usa fichas de color mostaza para $0.50); $5 en la mayoría de habitaciones de póquer en Southern California; $2 en la habitación de póquer en Foxwoods en Ledyard, Connecticut y en Casino del Sol en Tucson, Arizona; y $0.50 en Potawatomi Casino en Milwaukee, Wisconsin. Las fichas azules ocasionalmente son usadas para $10, más notablemente en Atlantic City. En Las Vegas y California, la mayoría de los casinos usa azul o blanco para fichas de $1, aunque muchos casinos de Las Vegas ahora usan fichas metales en vez de fichas normales.
Las fichas están también disponibles en denominaciones más grandes de $1.000 o más, dependiendo de los límites de apuestas del casino. Tales fichas son a menudo amarillas o naranja y de un tamaño grande. Casinos en Nevada, Atlantic City y otras áreas que permiten las apuestas altas típicamente tienen fichas disponibles en $5.000, $10.000, $25.000 y denominaciones más altas; los colores para estas fichas varían mucho.
Las denominaciones más de $5.000 casi nunca son encontradas por el público en general; su uso habitualmente es limitado a "habitaciones de altos límites" donde los tamaños de las apuestas son mucho más grandes de lo normal. Los casinos a menudo usan las placas de juego para estas altas denominaciones - estas placas son aproximadamente del tamaño de una carta de juego, y deben ser marcados con números de serie. El valor más grande en una placa hasta ahora es $10 millones, usado en el London Club en Las Vegas. Los torneos y juegos de círculo de póquer televisados a menudo emplean billetes de papel para altas denominaciones, aunque la Serie Mundial de Póquer y el World Poker Tour usan fichas redondas exclusivamente con valores hasta $25.000; el dinero en efectivo sólo se presenta como el premio.
Los casinos europeos usan un esquema parecido, aunque en ciertos lugares (como Aviation Club de France) usan rosa para €2 y azul para €10. Los casinos europeos también usan placas en vez de fichas para altas denominaciones (usualmente en el rango de €1.000 y más).
Los colores de fichas uniformes usados en algunas jurisdicciones de juego están descritos en la tabla siguiente:
| Denominación | Color        | Excepciones                                                      | Rareza de las fichas para encontrar               |  |
| ------------ | ------------ | ---------------------------------------------------------------- | ------------------------------------------------- |  |
| $1           | Blanco       |                                                                  | Muy común                                         |  |
| $2           | Amarillo     |                                                                  | Inusual                                           |  |
| $5           | Rojo         |                                                                  | Muy común                                         |  |
| $10          | Verde        | Usualmente azul en Nevada                                        | Muy común                                         |  |
| $20          | Gris         |                                                                  | Algo inusual                                      |  |
| $25          | Azul         | Usualmente verde en Nevada                                       | Muy común                                         |  |
| $50          | Naranja      | Usualmente celeste en Nevada                                     | Algo inusual                                      |  |
| $100         | Negro        |                                                                  | Común (a veces se encuentra de valor 50 y no 100) |  |
| $250         | Rosa         | Azul (MO); Dakota del Norte prescribe rosa para las fichas de $2 | Muy inusual                                       |  |
| $500         | Morado       |                                                                  | Muy inusual                                       |  |
| $1000        | Granate      | Descomunal; usualmente amarillo en Nevada                        | Muy inusual                                       |  |
| $2000        | Celeste      |                                                                  | Muy difícil de encontrar                          |  |
| $5000        | Marrón       | Usualmente rosa en Nevada                                        | Muy difícil de encontrar                          |  |
| $10000       | Marrón Claro | Usualmente naranja en Nevada                                     | Casi imposible de encontrar                       |  |

## Seguridad

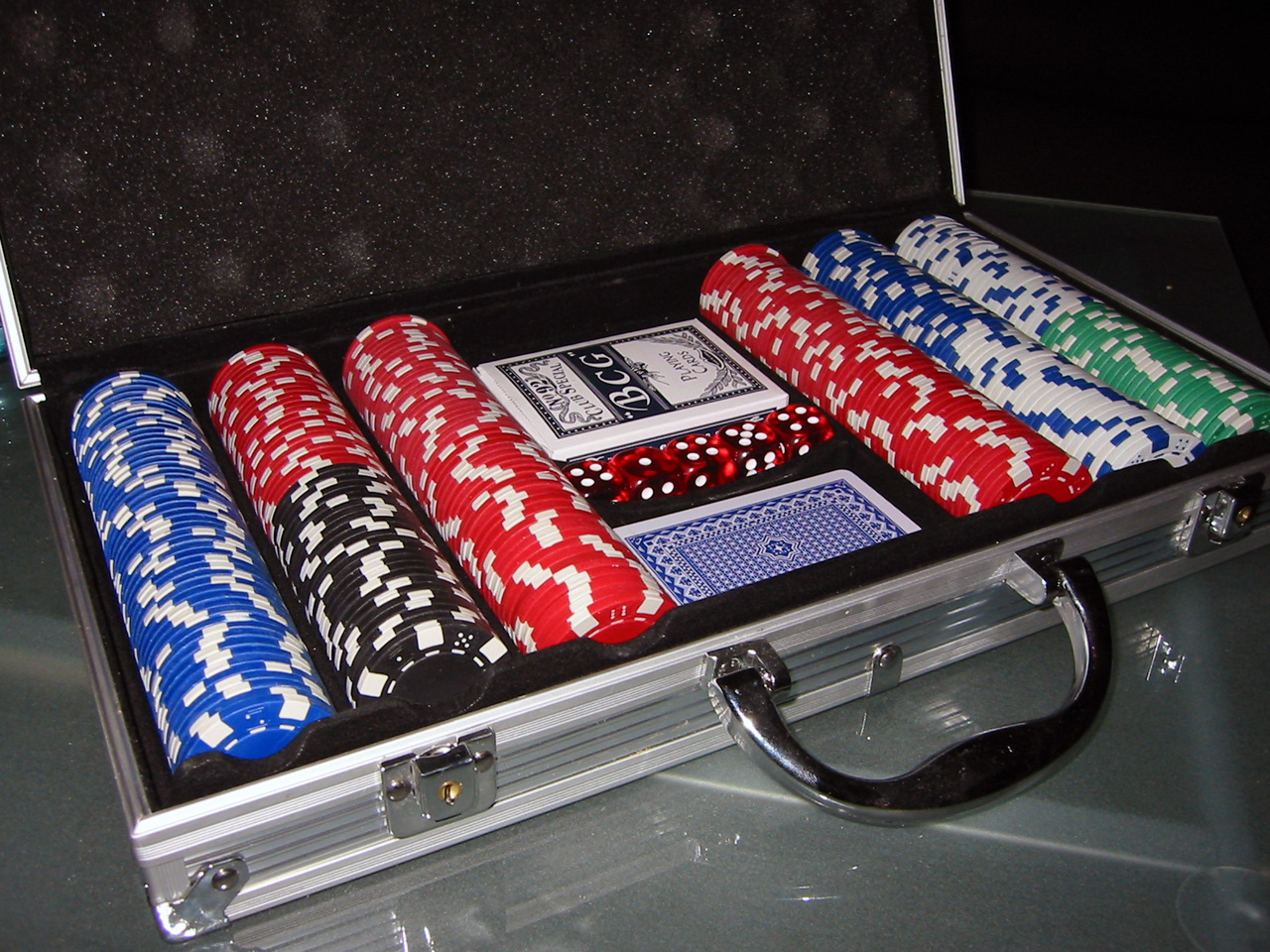
Una colección estándar de 300 piezas.

Cada casino tiene una colección de fichas única, incluso si el casino es parte de una compañía más grande. Este distingue las fichas de un casino con otros, porque cada ficha en las salas de juego debe ser respaldada con la cantidad apropiada en dinero. Además, con la excepción de Nevada, los casinos no pueden aceptar las fichas de otro casino.
Las características de seguridad de las fichas de casino son numerosas. Las ilustraciones son de una resolución muy alta o de calidad fotográfica. Las combinaciones de color a medida de los cantos de las fichas usualmente son características de un casino particular. Las marcas ultravioletas pueden ser hechas en la incrustación. Ciertas fichas incorporan la tecnología de RFID, como en el nuevo Wynn Casino de Las Vegas. También, las marcas del fabricante son difíciles de reproducir.
Las fichas falsificadas son raras. Altos niveles de vigilancia, junto con la familiaridad de los empleados con el diseño de las fichas y colores hacen difícil las fichas falsificadas. Aunque los casinos están preparados para esta situación. Según un informe, un casino canadiense removió todas las fichas de las salas de juego y las sustituyó con nuevas colecciones con marcas distintas, lo que resultó en la detención de los falsificadores. Todos los estados requieren que los casinos tengan una colección de fichas en la reserva con marcas alternativas, aunque no requieren que tengan el mismo número de fichas reservadas que las que están en uso.
Las fichas de casinos usadas en torneos usualmente son mucho más baratas y mucho más simples en diseño. Porque las fichas no tienen un valor de dinero, habitualmente son diseñadas con un solo color (usualmente difiriendo en tonalidad de la versión en las salas de juego), un diámetro más pequeño, y una marca básica en el interior para distinguir las denominaciones; sin embargo, en ciertos acontecimientos (como la Serie Mundial de Póquer u otro póquer televisado), las fichas se acercan a la calidad de fichas en las salas.

## Variaciones
Varios casinos, como el Hard Rock Hotel y Casino en Las Vegas, expiden fichas con diseños variados, que conmemoran varios acontecimientos, aunque reteniendo un esquema de color común. Esto fomenta en los clientes el guardarlas como recuerdo, y el casino se beneficia.
En ciertos casinos, como el Wynn Casino, las fichas están incrustadas con etiquetas de RFID para ayudar a los casinos a seguirlas mejor, determinar los tamaños de apuesta medios de jugadores, y para hacerlas más difíciles de falsificar. No obstante, esta técnica es cara y considerada por muchos como innecesaria. También, esta tecnología provee beneficios mínimos en juegos con diseños, que no proveen a los jugadores con sus propias áreas de apuesta designadas, como craps.

## En Televisión
El primer programa de juegos que los usó, Duel, tenía una variación en la que los concursantes respondían preguntas usando fichas de casino de gran tamaño. Cada ficha descartada agrega dinero al premio mayor. La Serie Mundial de Póquer en un momento usó sus fichas de casino para los torneos de póquer, pero en años más recientes ha tenido juegos especiales de arcilla Paulson WSOP hechos para los torneos. La cantidad de fichas está determinada por la cantidad de rondas que un concursante ha ganado durante el juego con una ficha adicional por convertirse en el campeón del día.